# Sagalassa eubrachycera
Sagalassa eubrachycera is een vlinder uit de familie Brachodidae. De wetenschappelijke naam van de soort is voor het eerst geldig gepubliceerd in 1967 door Alexey Diakonoff.